# Häxprocessen i Akershus
Häxprocessen i Akershus ägde rum hösten 1624 vid Akershus slott, då fem kvinnor anklagades för att ha förorsakat stadsbranden i Oslo 1624. Två av kvinnorna frikändes, medan tre av dem avrättades. 
Den 17 augusti 1624 utbröt den stora stadsbranden i Oslo, vilket ledde till att hela staden brann ned så fullständigt att en ny stad sedan grundades på en ny plats, vid området kring Akershus slott. Efter den katastrofala stadsbranden började en jakt på syndabockar, som resulterade i en häxprocess. 
Fem kvinnor arresterades, åtalades för att ha orsakat stadsbranden med hjälp av trolldom, och fängslades på Akershus slott. De åtalades namn uppges ha varit Sissel Nilsdatter, Karina Klemetsdatter, Eline Stensdatter, "Birgitte, Jens Ekebergs hustru", och "Ingrid, Christen Kverners hustru". 
Akershus slotts räkenskaper bekräftar att Birgitte, Jens Ekebergs hustru, och Ingrid, Christen Kverners hustru, hade suttit fängslade i tio veckor men sedan frigetts, medan Sissel Nilsdatter, Karina Klemetsdatter och Eline Stensdatter hade blivit avrättade av Jon Skarpretter mot en ersättning av 4 daler. Med tanke på att Jon Skarpretter fick fem daler i ersättning för att bränna häxor vid två andra tillfällen, och fyra daler för att avrätta en annan kvinna med svärd, tycks det som att de tre kvinnorna avrättades genom halshuggning och inte brändes på bål. 
Häxprocesserna i Norge är mest utforskade i Nordnorge, där mest dokumentation är bevarat, och mindre utforskat liksom dokumenterat i södra Norge och särskilt i Oslotrakten. Det står klart att häxerimål pågick i Östfold tiden 1567-1730 och att den absoluta höjdpunkten ägde rum vid under 1620-talet. Oslos bödel Jon Skarprättare avrättade minst 28 personer för häxeri tiden 1618-1637, av vilka de flesta avrättades under åren 1619-1625, samtidigt som den mest intensiva häxjakten pågick i Danmark under inflytande av den nya trolldomslagen, som infördes i både Danmark och Norge 1617. 